# Olisipo
Municipium Cives Romanorum Felicitas Julia Olisipo (latinsko Olisippo ali Ulyssippo; grško Ὀλισσιπών, latinizirano: Olissipṓn ali grško Ὀλισσιπόνα, latinizirano: Olissipóna) je bilo starodavno ime današnje Lizbone, ko je bila del Rimskega cesarstva.

## Ozadje
Med punskimi vojnami so se Rimljani po porazu Hanibala odločili Kartagini odvzeti njeno najdragocenejšo posest, Hispanijo. Po porazu Kartažanov, ki ga je zadal Scipion Afričan v vzhodni Hispaniji, je pacifikacijo zahodne Hispanije vodil konzul Decim Junij Brut Kalaik. Dobil je zavezništvo Olisipa (ki je poslal može, da se borijo skupaj z rimskimi legijami proti severozahodnim keltskim plemenom), tako da ga je leta 138 pr. n. št. vključil v Rimsko republiko.
Med letoma 31 pr. n. št. in 27 pr. n. št. je mesto postalo municipij. Lokalne oblasti so dobile samoupravo nad ozemljem, ki je obsegalo 50 kilometrov. Oproščeni davkov so njegovi državljani (pripadajoči plemenu Galeria) dobili privilegije rimskega državljanstva (Civium Romanorum), mesto pa je bilo vključeno v rimsko provinco Luzitanija (katere glavno mesto je bila Emerita Augusta). Decim Junij Brut Kalaik je prav tako utrdil mesto in zgradil mestno obzidje kot obrambo pred luzitanskimi napadi in upori.
Med večino latinsko govorečih je živela velika manjšina grških trgovcev in sužnjev. Ime Lizbone je Ulyssippo v latinščini zapisal geograf Pomponij Mela. Ocenjuje se, da je takrat prebivalstvo mesta štelo okoli 30.000.
Potresi so bili dokumentirani leta 60 pr. n. št., več med 47 in 44 pr. n. št., več leta 33 n. št. in močan potres leta 382 n. št., vendar natančna količina škode v mestu ni znana.

## Mesto

### Stavbe
V času Avgusta (63 pr. n. št. do 14 n. š.) so Rimljani zgradili veliko gledališče (ki je bilo obnovljeno leta 57 n. št. po ukazu Kaja Heija Prima).
Galerije pod sedanjo ulico Rua da Prata izvirajo iz let 20–35 n. št. so bile ponovno zgrajene leta 330.
Thermae Cassiorum (Kasijeve terme, imenovane po Kvintu Kasiju Longinu in Luciju Kasiju, so bile zgrajene leta 44. Stavba je bila prenovljena leta 336.
V mestu je bilo zgrajenih več templjev, posvečenih Jupitru, Konkordiji, Liviji, Diani ali Minervi (na grajskem hribu), Kibeli (v bližini sedanjega Largo da Madalena), Tetidi (sedanja cerkev São Nicolau) in Idae Phrygiae (nenavaden kult iz Male Azije), cesarskemu kultu in vestalskim devicam (v Chelasu).
Velika nekropola iz 1.–4. stoletja našega štetja je obstajala pod Praça da Figueira in znano je, da sta bila zgrajena velik forum (verjetno v sedanjem Largo dos Lóis) in akvadukt.
Cirkus in hipodrom sta bila zgrajena okoli 3. ali 4. stoletja našega štetja.
Na območju med sodobnim grajskim gričem in središčem mesta so obstajale stavbe, kot so insule (večnadstropne stanovanjske hiše).
Mestno obzidje je bilo okrepljeno v 4. do 5. stoletju našega štetja, okoli mesta pa so bili tudi mostovi (v Sacavému in Alcântari) in vile.
- Lizbonsko rimsko gledališče
- Rimski gledališki kamen, ponovno uporabljen v Lizbonski stolnici
- Del starega mestnega obzidja
- Arheološki center Rua dos Correeiros

### Gospodarstvo
Gospodarsko je bil Olisipo znan po garumu, vrsti ribje omake, ki so jo elite cesarstva zelo cenile in so jo v amforah izvažali v Rim in druga mesta. Izvažali so tudi vino, sol in znane mestne hitre konje.
Mesto je postalo zelo uspešno zaradi zatiranja piratstva in tehnološkega napredka, ki je omogočil razcvet trgovine z novimi rimskimi provincami Britanijo (zlasti Cornwallom) in Renom, ter z uvedbo rimske kulture v plemena, ki so živela ob reka Tajo v notranjosti Hispanije.
Mesto je bilo s široko cesto povezano z dvema drugima velikima mestoma zahodne Hispanije, Bracara Augusta v provinci Tarraconensis (današnja portugalska Braga) in Emerita Augusta, prestolnico Luzitanije (danes Mérida v Španiji).

### Vlada
Mestu je vladal oligarhični svet, v katerem sta prevladovali dve družini, Juliji in Kasije. Tudi Caecilli so imeli nekaj moči. Zabeležene so peticije, naslovljene na guvernerja province v Emeriti in na cesarja Tiberija, kot je ena, ki zahteva pomoč pri obravnavanju 'morskih pošasti', ki naj bi bile odgovorne za brodolome.
Okoli leta 80 pred našim štetjem je rimski Kvint Sertorij vodil upor proti diktatorju Suli. V tem obdobju je organiziral plemena Luzitanije (in Hispanije) in bil na robu oblikovanja neodvisne province v sertorijanski vojni, ko je umrl.
Mesto so upravljali dva duumvira in dva edila.
- Lucius Iulius Maelo Caudicus je bil eden od duumvirijev v 1. stoletju našega štetja.
- Lucius Iulius Iustus (sin Luciusa Iulius Reburrus) je bil eden izmed mestnih edilov v 1. ali 2. stoletju našega štetja.[9]

Med letoma 140 in 150 je bil Lucij Stacij Quadratus, guverner, v Olisipu. Leta 185 je regijo obiskal Sextus Tigidius Perennis, guverner Luzitanije. Med letoma 200 in 209 je v Olisipo prišel tudi guverner Junius Celanius.
Lucidij je bil domorodni rimski guverner mesta leta 468, saj je pomagal Svebom pod vodstvom Remismunda, da so ga zavzeli.

### Religija
Olisipo je bil, tako kot večina velikih mest v Zahodnem cesarstvu, središče za širjenje krščanstva. Njegov prvi izpričani škof je bil sv. Potamij (ok. 356), med preganjanji, kot je Dioklecijanovo preganjanje, je bilo ubitih več mučencev; Verissimus, Maxima in Julia so najpomembnejša imena. Po legendi so bili ti trije sinovi rimskega senatorja, ki je bil mučen v Lizboni v 4. stoletju pod rimskim guvernerjem Agejanom ali Tarkvinijem v času cesarja Dioklecijana. Na območju Campolide je bil nato zgrajen tempelj, katerega ruševine so obstajale še v srednjem veku. Relikvije svetnikov so shranjene v cerkvi Santos-o-Velho.
Sredi 4. stoletja je nastala škofija Olisipo.
Obstaja tudi legenda o svetem Ginésu (São Gens), ki je predstavljen kot eden prvih lizbonskih škofov mučenikov in se ga spominjajo v kapeli Nossa Senhora do Monte.
Ob koncu rimske vladavine je bil Olisipo eno prvih krščanskih mest.

## Rimski arhitekturni ostanki v regiji
- Rimske ceste v Hispaniji
- Rimski jez Belas blizu Lizbone
- Arheološko najdišče Colaride
- Rimska vila Frielas
- Rimski akvadukt Olisipo v Amadori

Mesto je bilo caput viarium rimske ceste do Bracara Augusta in treh cest do Emerita Augusta. Olisipo je nadzoroval obsežno regijo, ki je na severu mejila na reki Alcabrichel in Ota.
Ozemlje vključuje naslednje rimske arheološke najdbe, znana naselja ali imena krajev:

### V sedanji občini Sintra
- Arheološko najdišče Alto da Vigia[12](Praia das Maçãs, Sintra)
- Arheološko najdišče Colaride[13][14] (Alto de Colaride, Sintra)
- Arheološki muzej São Miguel de Odrinhas[15] (Odrinhas, Sintra)
- Rimski jez Belas[16] (Belas, Sintra)
- Rimski most pri Catribani[17] (Catribana, Sintra)
- Rimski most v Albarraque (Rio de Mouro, Sintra)
- Rimski most pri Várzea de Baixo[18] (Colares (Sintra))
- Rimski most pri Cheleiros[19] (Cheleiros, Sintra)
- Rimska vila Santo André de Almoçageme[20] (Almoçageme, Sintra)
- Rimska vila Amoreira (São João das Lampas, Sintra)
- Rimska vila Barros do Casal Silvério (Montelavar, Sintra)
- Rimska vila Granja dos Serrões[21] (Pêro Pinheiro, Sintra)
- Rimska vila Corrais do Chão (Sintra)
- Rimska vila São Marcos (São Marcos, Sintra)
- Rimsko mesto Vila Velha (Sintra)
- Vicus iz Faião (Terrugem, možna lokacija za Chretina)
- Rimski rudnik Monte Suimo (Serra da Carregueira, Sintra)
- Vodnjak Armés (Terrugem, Sintra)
- Rimska vila Lugar do Mercador (Mucifal, Sintra)
- Promontorium Lunae (Rt Roca, Sintra)
- Mons Lunae (Serra de Sintra)

### V sedanji občini Cascais
- Rimska vila Alto da Cidreira[22] (Alto da Cidreira, Cascais)
- Rimska vila Vilares[23] (Murches, Cascais)
- Rimska vila Casais Velhos[24] (Areia, Cascais)
- Rimska vila Outeiro de Polima ali Freiria[25][26] (São Domingos de Rana, Cascais)
- Arheološko najdišče Espigão das Ruivas[27] (Guincho Velho, Cascais)
- Rimska vila v Miroiço[28] (Manique de Baixo, Cascais)

### V sedanji občini Amadora
- Rimska vila Quinta da Bolacha (Amadora)

### V sedanji občini Torres Vedras
- Rimske terme Cucos (druga možna lokacija za Chretina) (Cucos, Torres Vedras)
- Rimska vila Freiria (Torres Vedras)

### V sedanji občini Loures
- Rimska vila Almoinhas[29] (Loures)
- Rimska vila Frielas[30] (Frielas, Loures)
- Rimski most pri Frielasu

## Padec rimskega cesarstva

### Alani
Lizbona je utrpela vdore sarmatskih Alanov in germanskih Vandalov, ki so nadzirali regijo od leta 409 do 429. Mesto so leta 419 zavzeli Vizigoti pod Valijo.

### Svebi
Germanski Svebi, ki so od leta 409 do 585 ustanovili Svebsko kraljestvo Galicijo (sodobna Galicija in severna Portugalska) s prestolnico v Bracara Augusta (današnja Braga), so dolgo časa nadzorovali tudi regijo Lizbone.
Leta 457, ko je Framta še vladal, je Maldras vodil velik pohod na Luzitanijo. Roparji so oplenili Lizbono tako, da so se pretvarjali, da so prišli v miru, in ko so jih meščani priznali, so plenili mesto.
Leta 468 so mesto Lizbona zasedli Svebi pod Remismundom s pomočjo domačega rimskega guvernerja po imenu Lucidius, vendar se je rimska oblast nad mestom dejansko končala.
- Kraljestvo Alanov v Hispaniji (409-426 n. št.)
- Iberski polotok okoli leta 500 našega štetja